# Schottische Badminton-Mannschaftsmeisterschaft 2016
Die Schottische Badminton-Mannschaftsmeisterschaft 2016 fand am 29. Oktober 2016 in Glasgow statt. Meister wurde das Team aus Midland.

## Endstand
| Platz | Team                        | Punkte | Spiele | G | U | V | Spielpunkte |   |    | Sätze |   |    | Bälle |   |      |
| ----- | --------------------------- | ------ | ------ | - | - | - | ----------- | - | -- | ----- | - | -- | ----- | - | ---- |
| 1     | Midland                     | 8      | 4      | 4 | 0 | 0 | 22          | - | 14 | 47    | - | 33 | 1475  | - | 1339 |
| 2     | West of Scotland            | 6      | 4      | 3 | 0 | 1 | 25          | - | 11 | 55    | - | 29 | 1612  | - | 1403 |
| 3     | Glasgow & North Strathclyde | 4      | 4      | 2 | 0 | 2 | 23          | - | 13 | 54    | - | 32 | 1647  | - | 1478 |
| 4     | Lothian                     | 2      | 4      | 1 | 0 | 3 | 13          | - | 23 | 30    | - | 52 | 1361  | - | 1537 |
| 5     | Lanarkshire                 | 0      | 4      | 0 | 0 | 4 | 7           | - | 29 | 18    | - | 58 | 1144  | - | 1482 |